# 213 (band)
213 var en amerikansk hip hop gruppe fra Long Beach, Californien bestående af Snoop Dogg, Warren G og Nate Dogg. Navnet "213" kommer fra Los Angeles' originale telefonområdekode.
Deres første optræden på et kommercielt album var "Deeez Nuuuts", fra Dr. Dre's multi-platin solodebutalbum The Chronic. Hvert medlem har haft biroller i sangen, med Warren G, Snoop Dogg, og Nate Dogg som i hhv. introen, omkvædet, og slutningen. Deres gennembrud var det mindre kendte hit "Ain't No Fun (If the Homies Can't Have None)" fra Snoop Dogg's solo debut Doggystyle, som også var featuring Kurupt fra Tha Dogg Pound.
I 2004 udgav de The Hard Way, som toppede som nr. 4 på den amerikanske Billboard 200-hitliste. Den var med singlerne, "Groupie Luv" og "So Fly".
Den 15. marts, 2011, døde Nate Dogg i Long Beach, Californien, fra komplikationer af flere slagtilfælde.

## Diskografi
- 2004 The Hard Way

### Andre optrædener
| Sang                                           | Album                       | Medvirkende | Andre medvirkende              | År   |
| ---------------------------------------------- | --------------------------- | ----------- | ------------------------------ | ---- |
| "Deeez Nuuuts"                                 | The Chronic                 | Dr. Dre     | Daz Dillinger                  | 1992 |
| "Ain't No Fun (If the Homies Can't Have None)" | Doggystyle                  | Snoop Dogg  | Kurupt                         | 1994 |
| "Groupie"                                      | Tha Doggfather              | Snoop Dogg  | Tha Dogg Pound, Charlie Wilson | 1996 |
| "Friends"                                      | G-Funk Classics, Vol. 1 & 2 | Nate Dogg   |                                | 1998 |
| "Neva Gonna Give It Up"                        | Tha Streetz Iz a Mutha      | Kurupt      | Soopafly, Tray Deee            | 1999 |
| "Don't Tell"                                   | No Limit Top Dogg           | Snoop Dogg  | Mausberg                       | 1999 |
| "Game Don't Wait"                              | I Want It All               | Warren G    | Xzibit                         | 1999 |
| "Can't Go for That (Remix)"                    | A Nu Day                    | Tamia       | Missy Elliott                  | 2000 |
| "Yo' Sassy Ways"                               | The Return of the Regulator | Warren G    |                                | 2001 |
| "From Long Beach 2 Brick City"                 | Paid tha Cost to Be da Boss | Snoop Dogg  | Redman                         | 2002 |
| "PYT"                                          | In the Mid-Nite Hour        | Warren G    |                                | 2005 |